# Józef Guzdek
Józef Jan Guzdek (ur. 18 marca 1956 w Wadowicach) – polski duchowny rzymskokatolicki, doktor nauk teologicznych, generał brygady Wojska Polskiego, rektor Wyższego Seminarium Duchownego Archidiecezji Krakowskiej w latach 2001–2004, biskup pomocniczy krakowski w latach 2004–2010, biskup polowy Wojska Polskiego w latach 2010–2021, administrator apostolski Ordynariatu Polowego Wojska Polskiego w latach 2021–2022, arcybiskup metropolita białostocki od 2021.

## Życiorys
Urodził się 18 marca 1956 w Wadowicach. W 1975 ukończył Liceum Ogólnokształcące im. Marcina Wadowity w Wadowicach i złożył egzamin dojrzałości. W latach 1975–1981 zdobywał formację w Metropolitalnym Wyższym Seminarium Duchownym w Krakowie. Studiował również na Wydziale Teologicznym w Krakowie, które ukończył w 1981 z magisterium z teologii. Święceń prezbiteratu udzielił mu 17 maja 1981 w katedrze na Wawelu kardynał Franciszek Macharski, arcybiskup metropolita krakowski. Inkardynowany został do archidiecezji krakowskiej. W 1998 na Wydziale Teologicznym Papieskiej Akademii Teologicznej w Krakowie na podstawie dysertacji Koncepcja narodu i jego wolności w kaznodziejskim przekazie ks. Hieronima Kajsiewicza uzyskał doktorat z nauk teologicznych. W 2011 ukończył kurs oficerski w Wyższej Szkole Oficerskiej Wojsk Lądowych im. gen. Tadeusza Kościuszki we Wrocławiu.
Pracował jako wikariusz: w latach 1981–1983 w parafii św. Apostołów Piotra i Pawła w Trzebini, w latach 1983–1988 w parafii św. Klemensa w Wieliczce, a w latach 1988–1994 w parafii św. Anny w Krakowie. W latach 1994–1998 pełnił funkcję prefekta w Wyższym Seminarium Duchownym Archidiecezji Krakowskiej, a w latach 2001–2004 piastował urząd rektora tego seminarium. W latach 1998–2004 pełnił funkcję kierownika Studium Formacji Stałej dla kapłanów archidiecezji krakowskiej. W latach 1998–2002 był redaktorem odpowiedzialnym diecezjalnego pisma „Notificationes”, a w latach 1999–2001 dyrektorem Wydawnictwa św. Stanisława BM Archidiecezji Krakowskiej. Został powołany w skład rady kapłańskiej i kolegium konsultorów archidiecezji krakowskiej. W 1999 został członkiem Sekcji Stałej Formacji Kapłańskiej przy Komisji Duchowieństwa Episkopatu Polski.
14 sierpnia 2004 papież Jan Paweł II mianował go biskupem pomocniczym archidiecezji krakowskiej ze stolicą tytularną Treba. Święcenia biskupie otrzymał wraz z Janem Zającem 15 września 2004 w sanktuarium Bożego Miłosierdzia w Krakowie-Łagiewnikach. Udzielił mu ich kardynał Franciszek Macharski, arcybiskup metropolita krakowski, w asyście arcybiskupa Józefa Kowalczyka, nuncjusza apostolskiego w Polsce, i arcybiskupa Stanisława Dziwisza, prefekta pomocniczego Domu Papieskiego. Na swoje zawołanie biskupie przyjął słowa Tobie, Panie, zaufałem, pochodzące z hymnu Ciebie Boga wysławiamy i nawiązujące w treści do obrazu Jezu ufam Tobie. W latach 2004–2010 sprawował urząd wikariusza generalnego archidiecezji. Przewodniczył krakowskiemu komitetowi organizacyjnemu podróży apostolskiej papieża Benedykta XVI do Polski w 2006 roku.
4 grudnia 2010 papież Benedykt XVI mianował go biskupem polowym Wojska Polskiego. Ingres do katedry polowej Wojska Polskiego w Warszawie odbył 19 grudnia 2010. W 2011 Prezes Rady Ministrów RP powołał go w skład Rady Ochrony Pamięci Walk i Męczeństwa. 28 lipca 2015 prezydent RP Bronisław Komorowski mianował go na stopień generała brygady. Akt mianowania odebrał 1 sierpnia 2015.
16 lipca 2021 papież Franciszek mianował go arcybiskupem metropolitą białostockim. 3 września 2021 kanonicznie objął archidiecezję, a dzień później odbył ingres do archikatedry białostockiej. Jednocześnie sprawował funkcję administratora apostolskiego ordynariatu polowego do czasu kanonicznego objęcia urzędu przez jego następcę, co nastąpiło 12 lutego 2022. 29 czerwca 2022 w bazylice św. Piotra na Watykanie odebrał od papieża Franciszka paliusz, w trakcie uroczystości w imieniu nowych metropolitów złożył przysięgę wierności papieżowi i jego następcom. Paliusz uroczyście został mu nałożony 25 września 2022 w archikatedrze białostockiej przez arcybiskupa Salvatore Pennacchia, nuncjusza apostolskiego w Polsce.
W ramach Konferencji Episkopatu Polski był wiceprzewodniczącym Rady ds. Apostolstwa Świeckich (2010–2021), a także delegatem ds. Ruchu „Wiara i Światło” oraz Stowarzyszenia „Arka” (2006–2011), ds. Duszpasterstwa Służby Celnej (2011–2017), ds. Duszpasterstwa Policji (2011–2021), ds. Duszpasterstwa Straży Ochrony Kolei (2011–2021), ds. Duszpasterstwa Harcerzy (2011–2021) i ds. Duszpasterstwa Kombatantów (2011–2021).
W 2011 jako współkonsekrator uczestniczył w sakrach biskupów pomocniczych diecezji Chicago Alberta Rojasa i Andrzeja Wypycha.

## Odznaczenia i wyróżnienia
W 2019 prezydent RP Andrzej Duda nadał mu Złoty Krzyż Zasługi.
W 2012 został odznaczony Złotym Medalem „Za Zasługi dla Pożarnictwa”, w 2013 Złotym Medalem za Zasługi dla Policji, a w 2018 niemieckim Krzyżem Honorowym Bundeswehry w Złocie. W 2021 nadano mu Złotą Odznakę Honorową Wrocławia.
Uhonorowany został także Medalionem Pietą Miednoje 1940 (2016), medalem okolicznościowym Rektora-Komendanta Akademii Sztuki Wojennej z okazji 100-lecia utworzenia Wyższej Szkoły Wojennej (2019) i Medalem Stulecia Utworzenia Policji Państwowej (2019).

## Książki
- 1998: Idea narodu i jego wolności w kazaniach księdza Hieronima Kajsiewicza CR (1812-1873), Kraków, ISBN 83-85245-98-7
- 1999: Rady dla młodych księży, Kraków, ISBN 83-87440-06-X
- 2001: Seminarium duchowne w Krakowie : 400-lecie, Kraków, ISBN 83-88971-02-6
- 2015: Impresje o Żołnierzach Wyklętych, Warszawa, ISBN 978-83-7031-952-6
- 2019: Kapelani wojskowi na drogach ku niepodległości : sto biogramów na stulecie Biskupstwa Polowego w Polsce, Warszawa, ISBN 978-83-938593-6-8